# Reprezentacja Chorwacji w piłce siatkowej kobiet

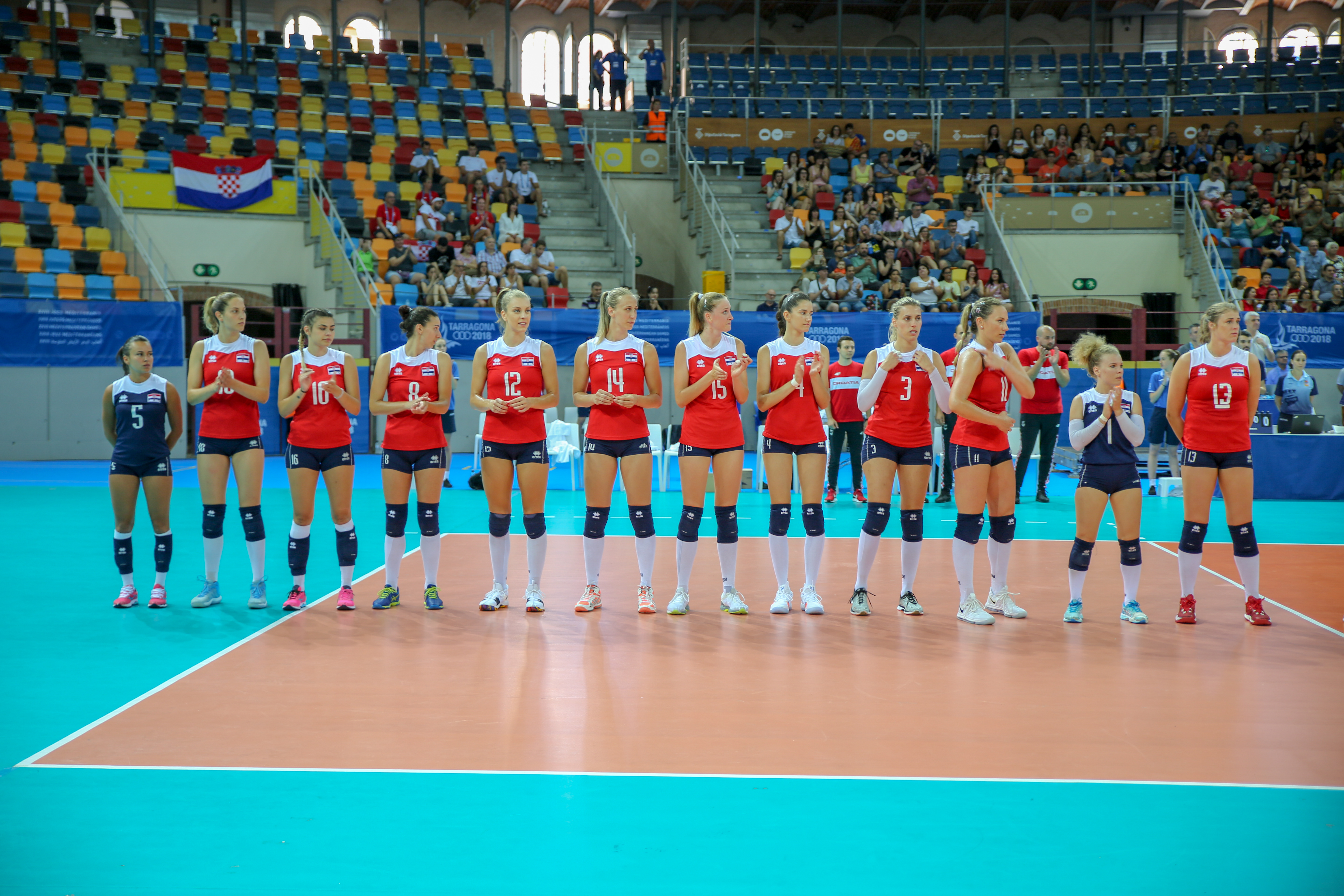
Reprezentantki Chorwacji na Igrzyskach Śródziemnomorskich 2018

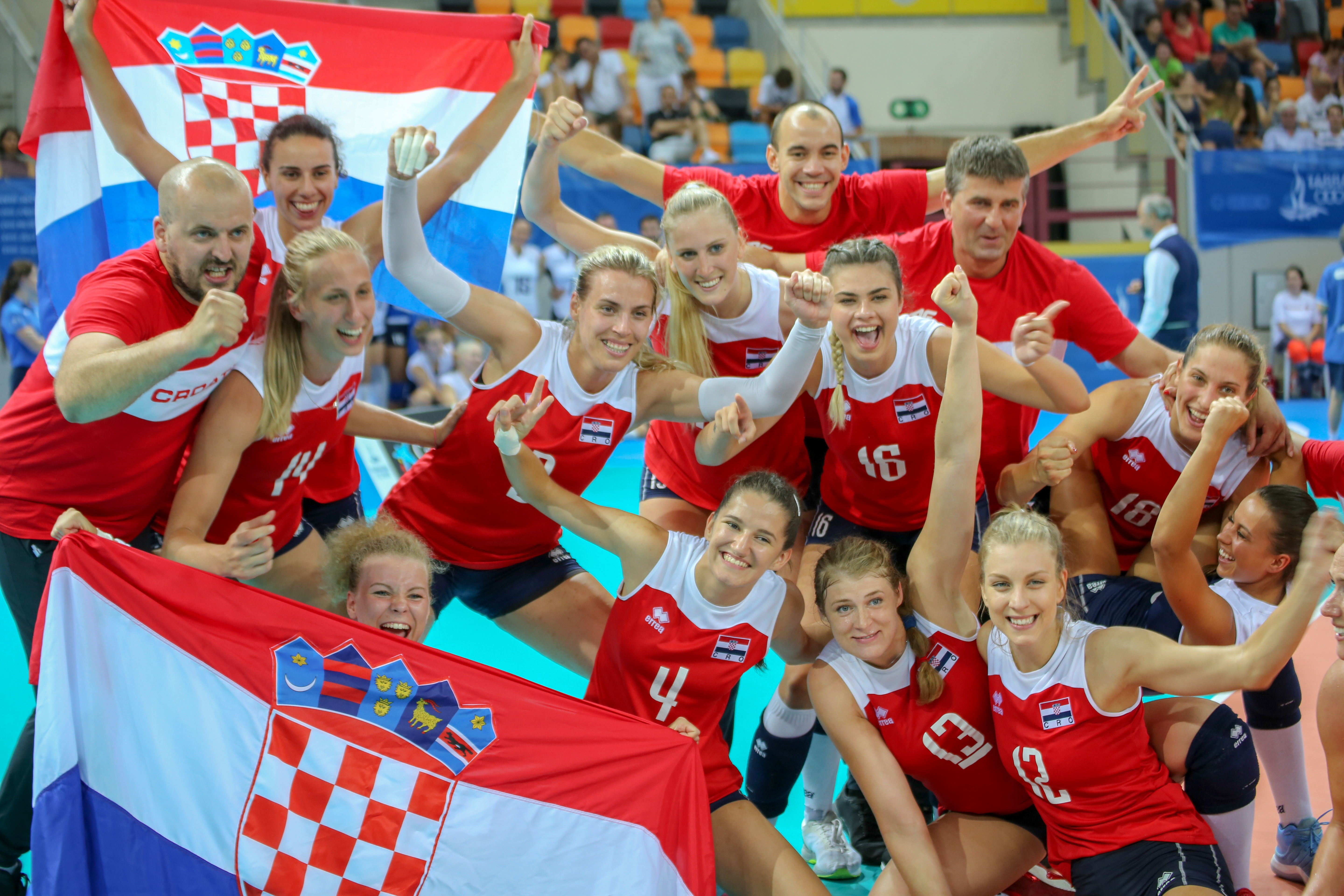
Reprezentantki Chorwacji złotymi medalistkami Igrzysk Śródziemnomorskich 2018

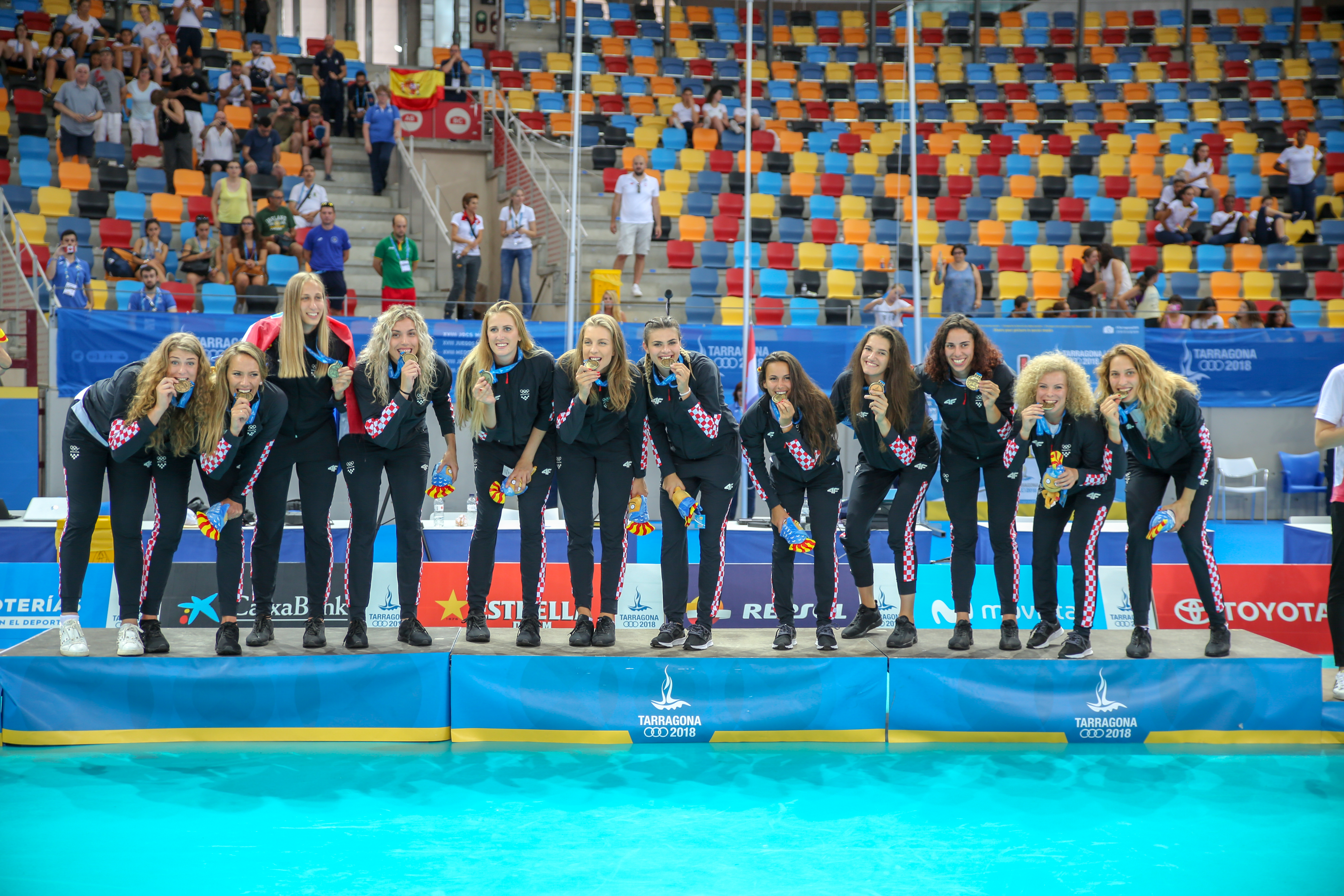
Reprezentantki Chorwacji złotymi medalistkami Igrzysk Śródziemnomorskich 2018

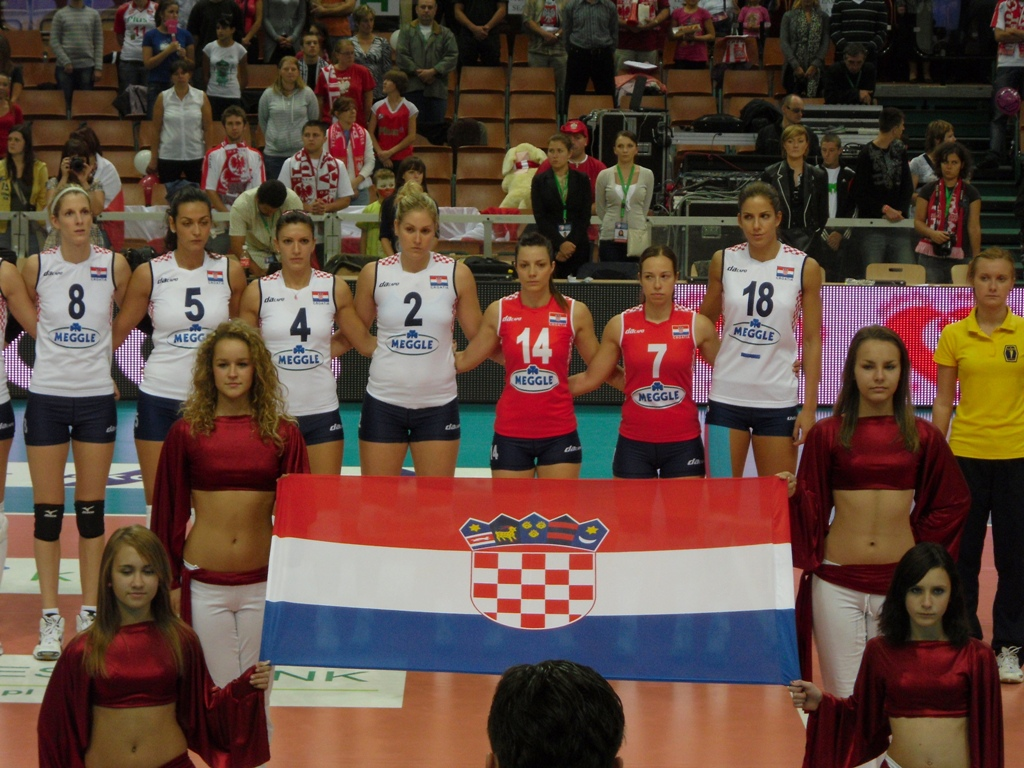
Reprezentantki Chorwacji w 2010 roku

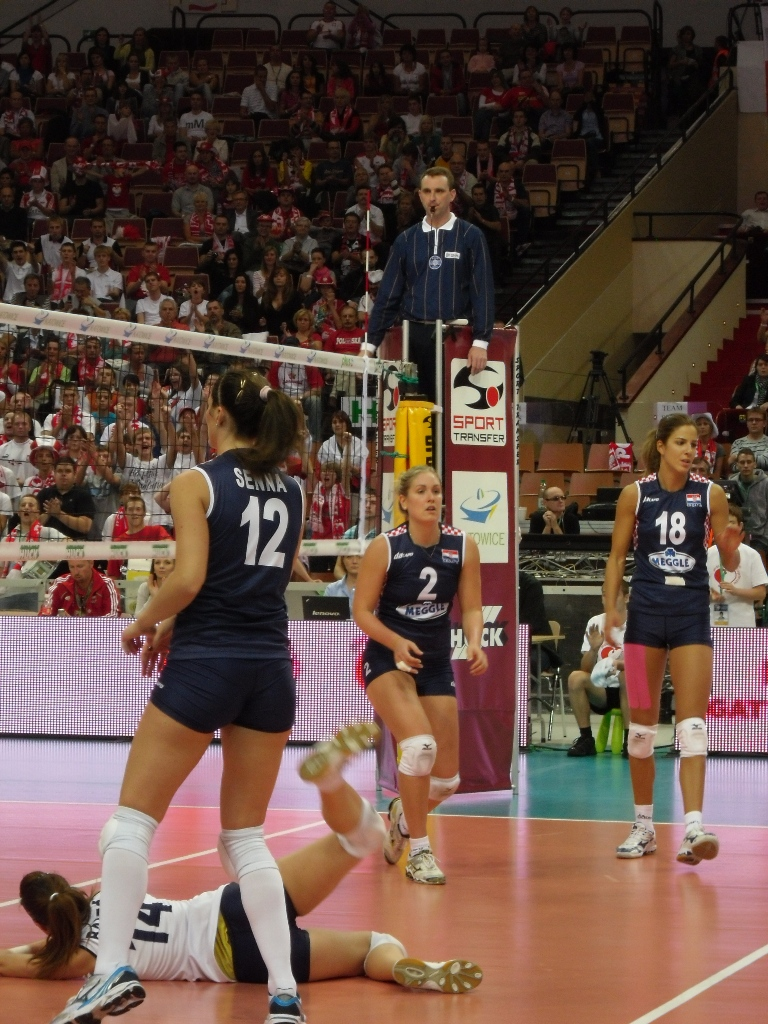
Reprezentantki Chorwacji w 2010 roku

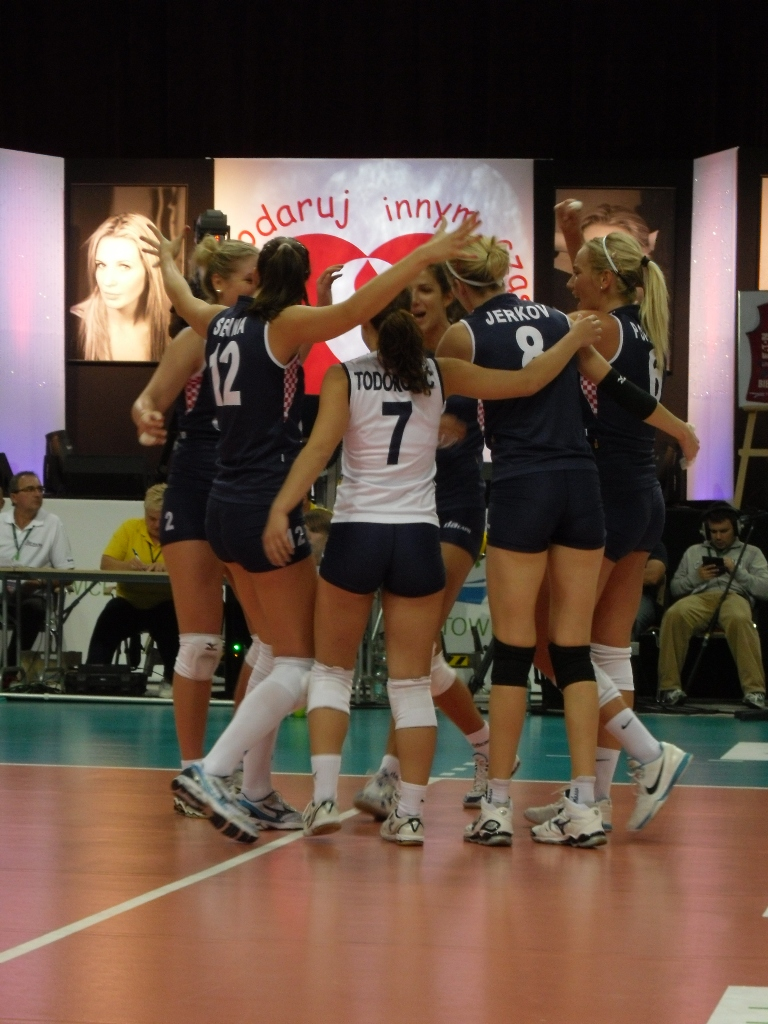
Reprezentantki Chorwacji w 2010 roku

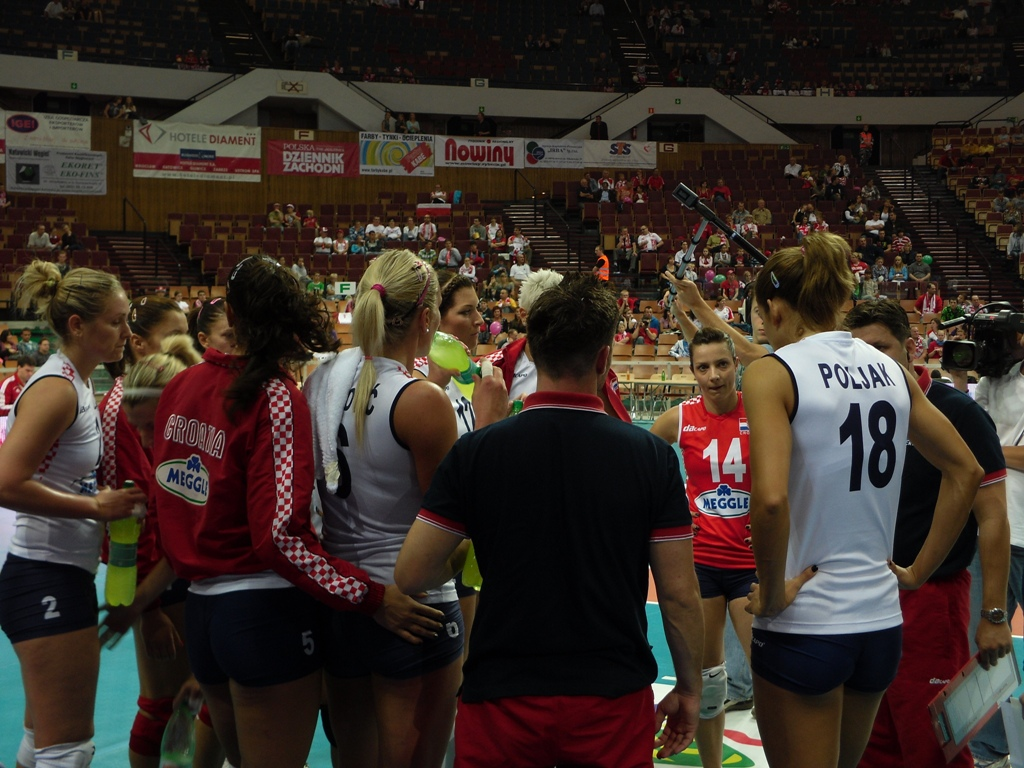
Reprezentantki Chorwacji w 2010 roku

Reprezentacja Chorwacji w piłce siatkowej kobiet – narodowa reprezentacja tego kraju, reprezentująca go na arenie międzynarodowej.

## Trenerzy
| Lata      | Imię i nazwisko       |
| --------- | --------------------- |
| 2005      | Ivica Jelić           |
| 2006–2011 | Miroslav Aksentijević |
| 2012–2014 | Igor Lovrinov         |
| 2015–2017 | Miroslav Aksentijević |
| 2018      | Igor Lovrinov         |
| 2018–2021 | Daniele Santarelli    |
| 2022–2023 | Ferhat Akbaş          |
| 2023–     | Igor Arbutina         |

## Osiągnięcia
Mistrzostwa Europy:
- 1995, 1997, 1999

Liga Europejska:
- 2019, 2021
- 2022

Igrzyska Śródziemnomorskie:
- 1993, 2018
- 2009, 2013

Volley Masters Montreux:
- 2000

## Udział i miejsca w imprezach

### Igrzyska Olimpijskie
| Rok  | Kraj           | Miejsce      |
| ---- | -------------- | ------------ |
| 1964 | Tokio          | brak udziału |
| 1968 | Meksyk         | brak udziału |
| 1972 | Monachium      | brak udziału |
| 1976 | Montreal       | brak udziału |
| 1980 | Moskwa         | brak udziału |
| 1984 | Los Angeles    | brak udziału |
| 1988 | Seul           | brak udziału |
| 1992 | Barcelona      | brak udziału |
| 1996 | Atlanta        | brak udziału |
| 2000 | Sydney         | 7. miejsce   |
| 2004 | Ateny          | brak udziału |
| 2008 | Pekin          | brak udziału |
| 2012 | Londyn         | brak udziału |
| 2016 | Rio de Janeiro | brak udziału |
| 2020 | Tokio          | brak udziału |
| 2024 | Paryż          |              |

### Mistrzostwa Świata
| Rok  | Kraj             | Miejsce        |
| ---- | ---------------- | -------------- |
| 1952 | ZSRR             | brak udziału   |
| 1956 | Francja          | brak udziału   |
| 1960 | Brazylia         | brak udziału   |
| 1962 | ZSRR             | brak udziału   |
| 1967 | Japonia          | brak udziału   |
| 1970 | Bułgaria         | brak udziału   |
| 1974 | Meksyk           | brak udziału   |
| 1978 | ZSRR             | brak udziału   |
| 1982 | Peru             | brak udziału   |
| 1986 | Czechosłowacja   | brak udziału   |
| 1990 | Chiny            | brak udziału   |
| 1994 | Brazylia         | brak udziału   |
| 1998 | Japonia          | 6. miejsce     |
| 2002 | Niemcy           | brak udziału   |
| 2006 | Japonia          | brak udziału   |
| 2010 | Japonia          | 17-20. miejsce |
| 2014 | Włochy           | 13-14. miejsce |
| 2018 | Japonia          | brak udziału   |
| 2022 | Polska/ Holandia | 22. miejsce    |

### Mistrzostwa Europy
| Rok  | Kraj                                 | Miejsce      |
| ---- | ------------------------------------ | ------------ |
| 1949 | Czechosłowacja                       | brak udziału |
| 1950 | Bułgaria                             | brak udziału |
| 1951 | Francja                              | brak udziału |
| 1955 | Rumunia                              | brak udziału |
| 1958 | Czechosłowacja                       | brak udziału |
| 1963 | Rumunia                              | brak udziału |
| 1967 | Turcja                               | brak udziału |
| 1971 | Włochy                               | brak udziału |
| 1975 | Jugosławia                           | brak udziału |
| 1977 | Finlandia                            | brak udziału |
| 1979 | Francja                              | brak udziału |
| 1981 | Bułgaria                             | brak udziału |
| 1983 | NRD                                  | brak udziału |
| 1985 | Holandia                             | brak udziału |
| 1987 | Belgia                               | brak udziału |
| 1989 | Niemcy                               | brak udziału |
| 1991 | Włochy                               | brak udziału |
| 1993 | Czechy                               | 6. miejsce   |
| 1995 | Holandia                             | 2. miejsce   |
| 1997 | Czechy                               | 2. miejsce   |
| 1999 | Włochy                               | 2. miejsce   |
| 2001 | Bułgaria                             | 9. miejsce   |
| 2003 | Turcja                               | brak udziału |
| 2005 | Chorwacja                            | 8. miejsce   |
| 2007 | Belgia/ Luksemburg                   | 14. miejsce  |
| 2009 | Polska                               | 16. miejsce  |
| 2011 | Serbia/ Włochy                       | 13. miejsce  |
| 2013 | Niemcy/ Szwajcaria                   | 5. miejsce   |
| 2015 | Holandia/ Belgia                     | 10. miejsce  |
| 2017 | Gruzja/ Azerbejdżan                  | 11. miejsce  |
| 2019 | Polska/ Słowacja/ Turcja/ Węgry      | 11. miejsce  |
| 2021 | Serbia/ Bułgaria/ Chorwacja/ Rumunia | 10. miejsce  |
| 2023 | Włochy/ Niemcy/ Belgia/ Estonia      |              |

### Liga Europejska
| Rok  | Miasto                   | Miejsce      |
| ---- | ------------------------ | ------------ |
| 2009 | Kayseri                  | brak udziału |
| 2010 | Ankara                   | brak udziału |
| 2011 | Stambuł                  | 11. miejsce  |
| 2012 | Karlowe Wary             | brak udziału |
| 2013 | Warna                    | brak udziału |
| 2014 | brak turnieju Final Four | brak udziału |
| 2015 | brak turnieju Final Four | brak udziału |
| 2016 | brak turnieju Final Four | brak udziału |
| 2017 | brak turnieju Final Four | brak udziału |
| 2018 | Budapeszt                | 7. miejsce   |
| 2019 | Varaždin                 | 2. miejsce   |
| 2021 | Ruse                     | 2. miejsce   |
| 2022 | Orlean                   | 3. miejsce   |

### Puchar Świata
| Rok  | Kraj    | Miejsce      |
| ---- | ------- | ------------ |
| 1973 | Urugwaj | brak udziału |
| 1977 | Japonia | brak udziału |
| 1981 | Japonia | brak udziału |
| 1985 | Japonia | brak udziału |
| 1989 | Japonia | brak udziału |
| 1991 | Japonia | brak udziału |
| 1995 | Japonia | 4. miejsce   |
| 1999 | Japonia | 8. miejsce   |
| 2003 | Japonia | brak udziału |
| 2007 | Japonia | brak udziału |
| 2011 | Japonia | brak udziału |
| 2015 | Japonia | brak udziału |
| 2019 | Japonia | brak udziału |

### Igrzyska śródziemnomorskie
| Rok  | Miasto/Miasta          | Miejsce      |
| ---- | ---------------------- | ------------ |
| 1951 | Aleksandria            | ?            |
| 1955 | Barcelona              | ?            |
| 1959 | Bejrut                 | ?            |
| 1963 | Neapol                 | ?            |
| 1967 | Tunis                  | ?            |
| 1971 | Izmir                  | ?            |
| 1975 | Algier                 | ?            |
| 1979 | Split                  | ?            |
| 1983 | Casablanca             | ?            |
| 1987 | Latakia                | ?            |
| 1991 | Ateny                  | ?            |
| 1993 | Langwedocja-Roussillon | 1. miejsce   |
| 1997 | Bari                   | brak udziału |
| 2001 | Tunis                  | 7. miejsce   |
| 2005 | Almería                | 4. miejsce   |
| 2009 | Pescara                | 3. miejsce   |
| 2013 | Mersin                 | 3. miejsce   |
| 2018 | Tarragona              | 1. miejsce   |
| 2022 | Oran                   | 7. miejsce   |
| 2026 | Tarent                 |              |

### Grand Prix
| Rok  | Miasto  | Miejsce     |
| ---- | ------- | ----------- |
| 2014 | Tokio   | 23. miejsce |
| 2015 | Omaha   | 20. miejsce |
| 2016 | Bangkok | 21. miejsce |
| 2017 | Nankin  | 23. miejsce |

### Volley Masters Montreux
| Rok  | Miasto   | Miejsce      |
| ---- | -------- | ------------ |
| 1988 | Montreux | brak udziału |
| 1989 | Montreux | brak udziału |
| 1990 | Montreux | brak udziału |
| 1991 | Montreux | brak udziału |
| 1992 | Montreux | brak udziału |
| 1993 | Montreux | brak udziału |
| 1994 | Montreux | brak udziału |
| 1995 | Montreux | brak udziału |
| 1996 | Montreux | brak udziału |
| 1998 | Montreux | brak udziału |
| 1999 | Montreux | brak udziału |
| 2000 | Montreux | 3. miejsce   |
| 2001 | Montreux | 7. miejsce   |
| 2002 | Montreux | brak udziału |
| 2003 | Montreux | brak udziału |
| 2004 | Montreux | brak udziału |
| 2005 | Montreux | brak udziału |
| 2006 | Montreux | brak udziału |
| 2007 | Montreux | brak udziału |
| 2008 | Montreux | brak udziału |
| 2009 | Montreux | brak udziału |
| 2010 | Montreux | brak udziału |
| 2011 | Montreux | brak udziału |
| 2013 | Montreux | brak udziału |
| 2014 | Montreux | brak udziału |
| 2015 | Montreux | brak udziału |
| 2016 | Montreux | brak udziału |
| 2017 | Montreux | brak udziału |
| 2018 | Montreux | brak udziału |
| 2019 | Montreux | brak udziału |